# Mesih Paixà
Mesih Paixà fou gran visir otomà el 1501. Era fill d'un germà de Constantí XI Paleòleg, i havia estat capturat junt amb el seu germà (Khass Murad) el 1453 en la conquesta de Constantinoble i educats ambdós com a patges al serrall de Mehmet II.
El 1470 era sandjakbegi de Gal·lípoli i almirall i es va destacar en la campanya per la conquesta de l'illa de Negrepont. La tardor del 1476 fou nomenat segon visir (càrrec que consta el 26 de novembre de 1477 i el 1478) sota Karamanlı Mehmed Pasha, però una altra font l'assenyala com a quart visir i kapudan pasha el 1480, nomenat la primavera d'aquell any quan se li va encarregar la flota que havia de conquerir Rodes. Va fracassar i va perdre el rang però va conservar el sandjak de Gal·lípoli i la direcció de la flota. Documents venecians mostren que en aquesta època va oferir l'entrega de Gal·lípoli a Venècia amb tota la flota, a canvi de 40.000 ducats d'or amb els quals esperava poder esdevenir príncep de Morea. A la mort de Mehmet II (3 de maig de 1481) apareix com a visir al diwan i membre de la facció militar del dewshirme (el grup de militars cristians al servei de palau) que va posar al tron a Baiazet II, el que li va donar a aquesta facció el control del govern.
Es va guanyar la confiança del sultà amb la seva oposició a Gem mentre el cap del dewshirme, Gedik Ahmad Pasha, que fins al 1480 era kapudan pasha, actuava massa independent, i encara que va ser decisiu en la victòria, va deixar escapar a Gem cap a Egipte i a meitat del 1482 fou empresonat. Els geníssers van envair el palau i van amenaçar al sultà, que va delegar un grup per negociar entre els quals Mesih, el qual va acceptar les exigències dels amotinats entre les quals hi havia que en endavant el gran visir no podria ser nomenat fora del dewshirme, el que posava la seguretat del tron en mans d'aquesta facció. Quan Gem va buscar refugi amb els cavallers hospitalaris de Rodes, Mesih va aconseguir un acord satisfactori pel sultà.
Gedik, que el sultà considerava una amenaça pel tron, fou executat (18 de novembre de 1482), reduint la influència del dewshirme, i el gran visir Ishaq Paixà, partidari de Gedik, va haver de deixar el govern (probablement ja el 1483). però Mesih fou nomenat segon visir (1483, vers febrer). L'albanès Dawud Paixà Kodja (1482-1497) va esdevenir gran visir i va conservar el càrrec bastant de temps.
El 1485 Mesih va perdre el rang de segon visir per orde del sultà, per causes desconegudes. Fou enviat a Filibe desterrat com a subashi i després a Feodòssia com a sandjakbegi (1487) on va restar fins vers el final del 1489 quan el príncep Mehmet fou designat governador, passant com a sandjakbegi a Akkerman (desembre de 1497) i allí va rebutjar a un exèrcit polonès que havia envaït Moldàvia, cooperant amb el voivoda Esteve III el Gran (1457-1504). Aquest èxit, manifestat en l'enviament de 29 banderes i alguns nobles polonesos com esclaus, li va permetre recuperar el favor del sultà.
El 1499 va fer el pelegrinatge segurament calculant que això li permetria tornar a Istanbul; durant el pelegrinatge va començar la guerra contra Venècia (juny de 1499) i a la tornada de la Meca fou nomenat "visir" que alguns interpreten com a gran visir. El juliol/agost de 1500 Mesih encara és citat com a segon visir. Entre aquesta data i la primavera del 1501 fou nomenat gran visir, més probablement cap al març del 1501, per dirigir la campanya de Karaman. Mesih va marxar amb les tropes cap a Tash-Ili al Karaman, a fi i efecte de derrotar la revolta de les tribus varsaks, que sostenien al pretendent Mustafà; amb els seus dots diplomàtics va convèncer els caps varsaks de retirar el suport a Mustafà i va poder tornar a Istanbul amb la tasca acomplida.
Poc després d'arribar es va produir un atac franco-venecià a Lesbos i el sultà es va irritar tant que va pegar al gran visir amb un arc (setembre de 1501). Poc després Mesih va quedar ferit en un incendi a Gàlata i va morir al cap de cinc dies (novembre de 1501).
Va deixar tres fills, un dels quals, Bali Beg, fou sandjakbegi de Vulçitrin (1503).